# Callistefina
La callistefina è una antociano, in particolare è il 3-O-glucoside della pelargonidina.
Di colore rosso scuro, è uno dei principali antociani della melagrana, delle fragole e del mais viola. La callistefina è presente anche nella buccia degli acini di uva del Cabernet-sauvignon e del Pinot Nero.
Il nome deriva da Callistephus, genere di piante appartenente alla famiglia delle Asteraceae nei cui fiori è rinvenibile questo antociano.